# 焚如
焚如，春秋时期中叶人物，長狄鄋瞒部落的首领，僑如的弟弟、荣如、简如的哥哥。
前616年（周顷王三年、鲁文公十一年），僑如率领部落进攻齐国、鲁国，被鲁国俘杀。其后其弟荣如被齐国杀死，简如被卫国俘虏。焚如率领长狄余部投靠赤狄潞氏。前594年（周定王十三年、鲁宣公十五年、晋景公六年），晋国灭亡潞氏的时候，焚如被晋国所俘虏。